# 多格斯萊格灣

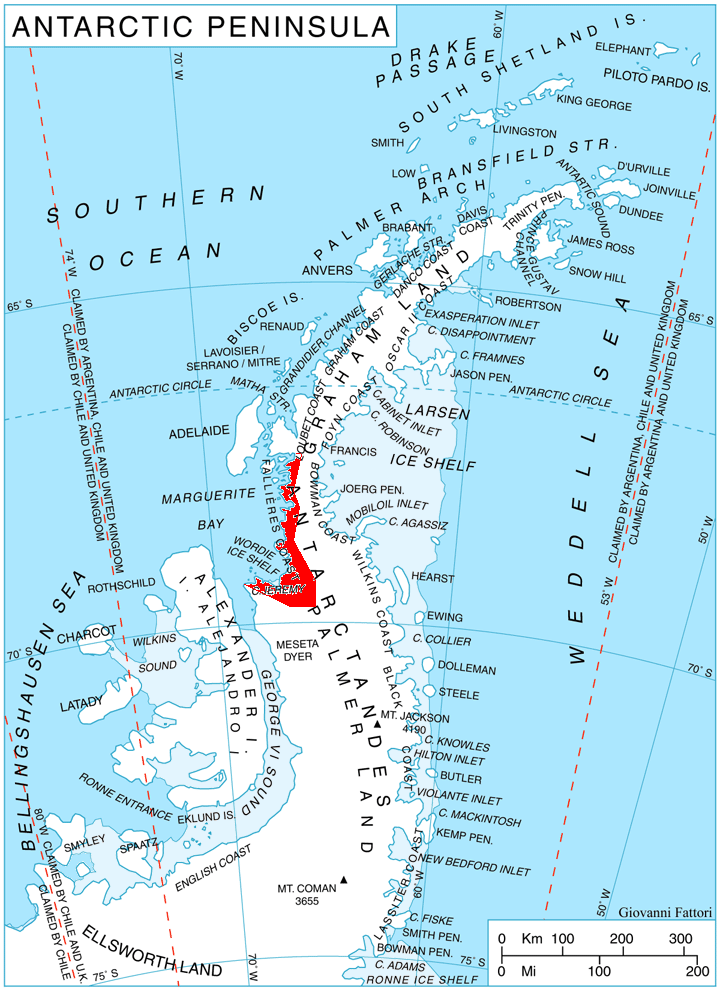

多格斯萊格灣（英語：Dogs Leg Fjord）是南極洲的海灣，位於葛拉漢地西部，處於德國半島南部，長11公里、寬3公里，由英國探險隊發現，現時由南極條約體系管理。

## 外部連結
- SCAR Composite Antarctic Gazetteer（页面存档备份，存于）.

67°43′S 66°52′W / 67.717°S 66.867°W